# Dichochrysa iniqua
Dichochrysa iniqua är en insektsart som först beskrevs av Navás 1931.  Dichochrysa iniqua ingår i släktet Dichochrysa och familjen guldögonsländor. Inga underarter finns listade i Catalogue of Life.